# Museo della città e del territorio di Sepino
Il Museo della città e del territorio si trova a Sepino, cittadina del Molise in provincia di Campobasso, precisamente in località Altilia, all'interno dell'area riservata agli scavi archeologici di Saepinum. È stato allestito nelle case contadine risalenti al Settecento, a loro volta costruite sulle rovine del Teatro romano di Sepino ed illustra varie tematiche: attività produttive e ludiche, suppellettili per alimentazione ed illuminazione, architettura e pittura, riti funebri legati alla presenza di una necropoli.
Dal dicembre 2014 il Ministero per i beni e le attività culturali lo gestisce tramite il Polo museale del Molise, nel dicembre 2019 divenuto Direzione regionale Musei.

## Collezione
La collezione è suddivisa in quattro sale, organizzate per tematiche e periodo storico cui appartengono i reperti, che sono perlopiu' sanniti, provenienti dagli scavi archeologici ma anche relative ad epoche storiche successive.
- Prima sala: epoca preistorica, con reperti relativi non solo al comune ma a tutto il territorio ricompreso nella valle del fiume Tammaro, compresi Cercemaggiore, Santa Croce del Sannio e San Giuliano del Sannio
- Seconda sala: reperti provenienti dalla parte bassa del paese, dove si trovava un centro abitato, e risalenti ad un periodo compreso fra il IV secolo a.C. ed il I secolo a.C.
- Terza sala: l'eta' imperiale, quando la città di Saepinium, stando alle parole di Tito Livio, era fortissima atque potentissima[3]
- Quarta sala: suppellettili e ceramiche varie, risalenti all'epoca imperiale e successive, nonché analoghi manufatti provenienti dall'Africa romana[4]